# Ciclabile dell'Oltradige
La ciclabile dell'Oltradige (in tedesco Radweg Überetsch) fa parte delle piste ciclabili dell'Alto Adige. Questo percorso ciclabile parte da Bolzano e costeggiando la strada del vino giunge a Salorno.

## Descrizione

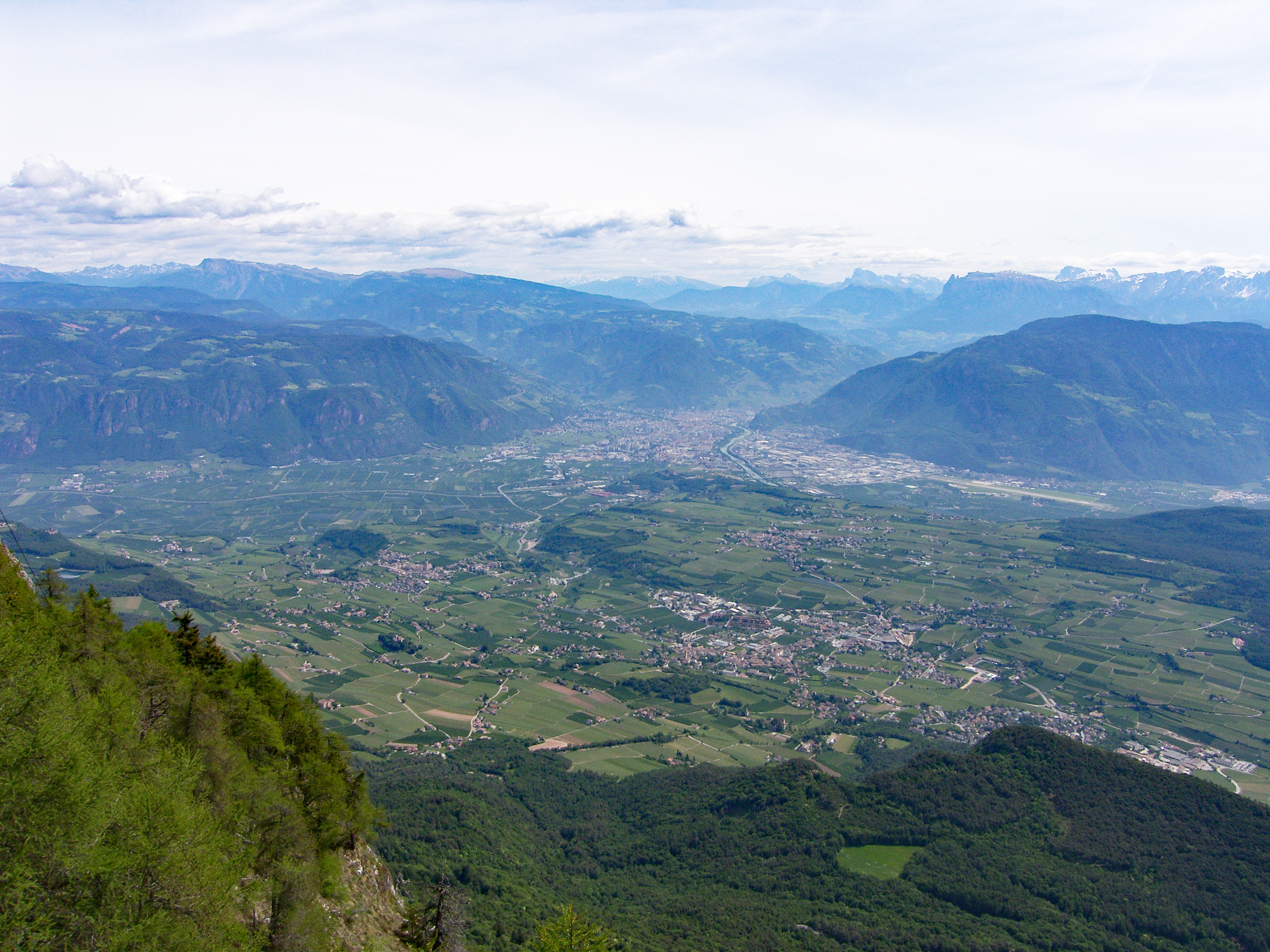
Panorama dell'inizio Oltradige

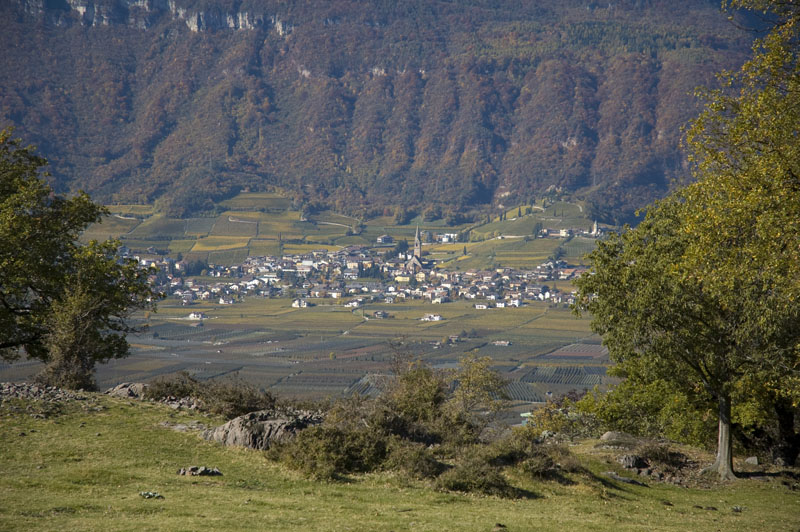
Termeno visto da Castelfeder

Proprio dalla città di Bolzano inizia la ciclabile dell'Oltradige; da Bolzano è necessario spostarsi verso ovest castel Firmiano ovvero presso la località Ponte Adige lungo la ferrovia Bolzano-Merano. Qui vi è una prima salitina che sempre sotto la Costiera della Mendola, porta il ciclista a pedalare tra Cornaiano e Frangarto, fino a giungere ad Appiano sulla Strada del Vino; da qui esistono due alternative oltre al normale prosieguo della ciclabile:
- una prima possibilità è di salire fino a raggiungere il passo della Mendola (1363 m), via strada abbastanza pendente;
- una breve sosta presso i laghetti di Monticolo (492 m).

Ignorando invece le alternative, la ciclopista prosegue per Caldaro sulla Strada del Vino, dove si trova l'omonimo lago, Termeno sulla Strada del Vino, Cortaccia sulla Strada del Vino, Magrè sulla Strada del Vino, Cortina sulla Strada del Vino concludendosi a Salorno.

## Tappe principali
- Bolzano (Bozen) 232 m s.l.m.
- Appiano sulla Strada del Vino (Eppan an der Weinstraße) 416 m s.l.m.
- Caldaro sulla Strada del Vino (Kaltern an der Weinstraße) 425 m s.l.m.
- Lago di Caldaro (Kalterer See) 216 m s.l.m.
- Termeno sulla Strada del Vino (Tramin an der Weinstraße) 276 m s.l.m.
- Cortaccia sulla Strada del Vino (Kurtatsch an der Weinstraße) 333 m s.l.m.
- Magrè sulla Strada del Vino (Margreid an der Weinstraße) 241 m s.l.m.
- Cortina sulla Strada del Vino (Kurtinig an der Weinstraße) 212 m s.l.m.
- Salorno (Salurn) 224 m s.l.m.